# Anexión del Tíbet por la República Popular China
La anexión del Tíbet por la República Popular China, conocida en la historiografía china como Liberación Pacífica del Tíbet (en chino: 中国并吞西藏 Zhōngguó bìngtūn xīzàng, en tibetano: ཞི་བས་བཅིངས་འགྲོལ།, Wylie: zhi bas bcings 'grol, tibetano en AFI: [ɕìwɪ̂ː t͡ɕíŋʈyː] ), es el proceso por el cual la República Popular China (RPCh) se hizo con el control del territorio que actualmente comprende la actual Región Autónoma del Tíbet (RAT). Dichas regiones pasaron a depender de China después de que el gobierno del Tíbet tratara de hacerse reconocer internacionalmente, intentara modernizar sus fuerzas militares, hubiera negociaciones entre el gobierno tibetano y la RPCh, tuviera lugar un conflicto militar en la zona de Qamdo del Kham Occidental en octubre de 1950 y finalmente el gobierno tibetano aceptara en 1951, bajo presión china, el Acuerdo de los diecisiete puntos. El gobierno y la estructura social tibetanos se mantuvieron en la RAT bajo la autoridad de China hasta la sublevación tibetana de 1959, momento en que el Dalái lama huye al exilio y se disuelve el gobierno del Tíbet.

## Antecedentes
En 1853 el Imperio británico conquistó Sikkim. En 1865 invadió Bután y en 1885 colonizó Birmania (dinastía Konbaung), ocupando por la fuerza todo el flanco sur del Tíbet. El régimen tibetano de Ganden Phodrang, que hasta entonces estaba bajo tutela administrativa de la dinastía Qing, siguió siendo el único régimen del Himalaya que no estaba bajo la influencia británica. Durante la mayor parte del siglo XIX el gobierno británico trató con el Tíbet a través del gobierno chino, que mantenía su protectorado tibetano mediante comisionados de los Qing o ambanes. La invasión británica del Tíbet de 1903 causó la huida del Dalái lama a Mongolia y luego a China. Tras la invasión, se firmó el Tratado de Lasa en 1904 entre las autoridades que quedaban en el Tíbet y el Coronel Younghusband, pasando el Tíbet a ser un protectorado británico con cierto grado de independencia. Sin embargo, a Londres le alarmaba la acción emprendida por Younghusband bajo el patrocinio de Lord Curzon y buscaba apaciguar al gobierno Qing repudiando buena parte del acuerdo, lo cual dio lugar a la Convención Anglo-China de 1906. Tras la caída de la dinastía Qing y los sucesos de Lasa de 1912, las regiones de Ü-Tsang y el Khan occidental, hoy pertenecientes a la RAT, pasaron a ser controladas por el gobierno del Tíbet bajo tutela británica.
En 1913, poco después de la invasión británica del Tíbet (1904), de la creación del cargo de Agente Británico de Comercio en Gyantse y de la Revolución de Xinhai (1911), la mayor parte de la zona comprendida en la actual RAT (Ü-Tsang y el Kham occidental) vivieron una independencia de facto del resto de la actual China estando bajo protectorado británico. El resto de territorios de la actual RAT pasarían a ser controlados por el gobierno tibetano para 1917. Algunas zonas fronterizas con gran presencia étnica tibetana (Amdo y el Kham oriental) siguieron bajo control del Koumintang o de señores de la guerra regionales. La Región Autónoma del Tíbet también se conoce como «Tíbet político» mientras que las zonas que poseen un alto componente de población étnica tibetana se conocen en colectivo como «Tíbet étnico». El Tíbet político hace referencia a la entidad política gobernada continuadamente por los gobiernos chino y tibetano desde tiempos antiguos hasta 1951, mientras que el Tíbet étnico hace referencia a regiones al norte y al este donde históricamente los tibetanos fueron predominantes pero donde, hasta tiempos modernos, la jurisdicción tibetana fue irregular y limitada solo a ciertas zonas.
En la época en que el Tíbet político obtuvo la independencia de facto, su orden político y socioeconómico eran parecidos a los de la Europa medieval. El decimotercer Dalái lama, entre 1913 y 1933, buscó la modernización de las fuerzas militares tibetanas, fracasando debido en gran parte a la oposición de elementos poderosos de la aristocracia y el monacado. El gobierno tibetano tuvo escaso contacto con otros gobiernos del mundo durante su etapa independiente de facto, con algunas notables excepciones como India, Gran Bretaña y Estados Unidos. Esto dejó al Tíbet aislado diplomáticamente y desconectado hasta tal punto que no era capaz de formular posturas sobre asuntos sobradamente conocidos para la comunidad internacional encontrándose restringido mediante tratados que conferían autoridad al Imperio Británico sobre impuestos, relaciones internacionales y fortificaciones.

## El gobierno del Tíbet busca mantenerse independiente

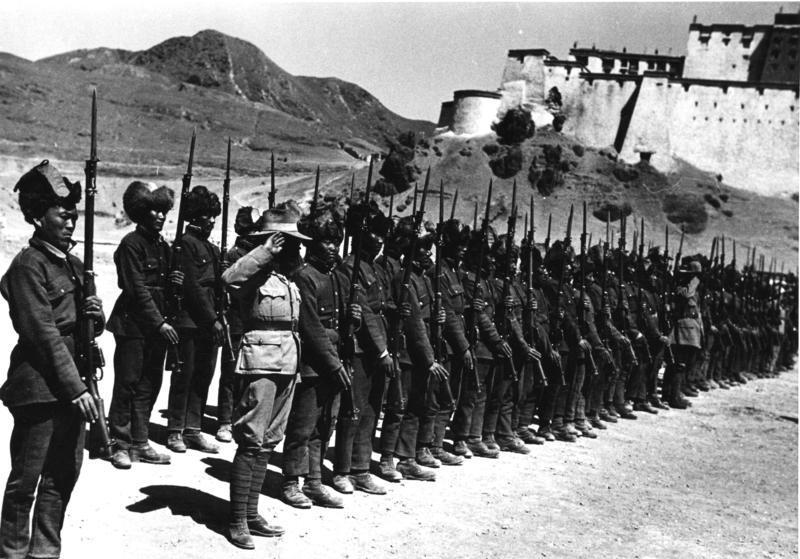
Tropas tibetanas formadas frente al palacio de Potala, 1938

En julio de 1949, con el propósito de prevenir la agitación que pudieran producir los chinos en el Tíbet político, el gobierno tibetano expulsó a la delegación (nacionalista) china. En noviembre de 1949, éste envió una carta al Departamento de Estado de los Estados Unidos —con copia a Mao Zedong— y una carta distinta a Gran Bretaña declarándose dispuesto a defenderse «a todo trance» contra las incursiones de efectivos de la RPCh en el Tíbet.
En las tres décadas precedentes el gobierno tibetano conservador, conscientemente, había restado importancia a sus militares y se había abstenido de modernizar sus fuerzas. En 1949 empezó apresuradamente a tratar de modernizar y ampliar las mismas, resultando fracasadas en gran parte dichas tentativas. Ya era demasiado tarde para organizar y entrenar un ejército efectivo. La India suministró algún armamento menor y cierto entrenamiento militar, sin embargo el Ejército Popular de Liberación siguió teniendo mayor tamaño, mejor equipamiento y más experiencia que el Ejército Tibetano.
En 1950, el vigésimo cuarto Dalái lama tenía quince años y aún no era mayor de edad, de modo que el regente Taktra era quien encabezaba el gobierno tibetano. El periodo de minoría de edad del Dalái lama viene marcado tradicionalmente por la inestabilidad y el divisionismo, los cuales se vieron agravados por la reciente conspiración del Reting y la disputa de la regencia en 1947.

## Preparativos de la República Popular China

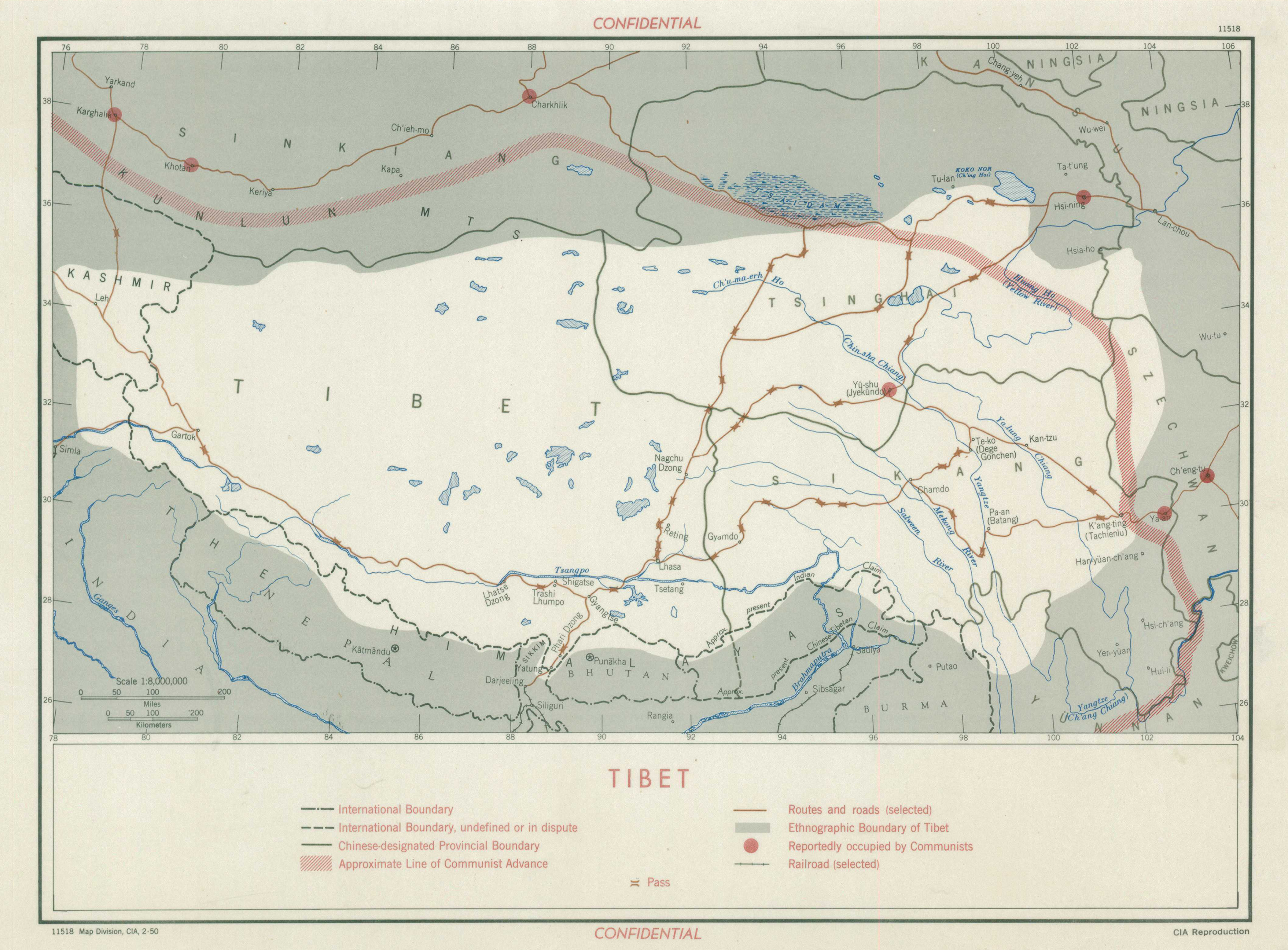
Línea aproximada de avance comunista en febrero de 1950.

Tanto la RPCh como sus antecesores del Kuomintang siempre habían mantenido que el Tíbet formaba parte de China.  La RPCh, además, proclamaba una motivación ideológica: liberar a los tibetanos del yugo de un sistema feudal teocrático. En septiembre de 1949, poco antes de la proclamación de la República Popular China, el Partido Comunista de China (PCCh) declara prioritario incorporar el Tíbet, Taiwán, Hainan y Pescadores a la RPCh, por vías pacíficas o por la fuerza. Como era improbable que el Tíbet abandonara voluntariamente su independencia de facto, Mao ordenó en 1949 que se hicieran preparativos para que las fuerzas chinas marcharan sobre el Tíbet en Qamdo (Chamdo) para así inducir al gobierno tibetano a negociar. La RPCh contaba con más de un millón de hombres armados y una gran experiencia en combate adquirida en la guerra civil china recién concluida.

## Negociaciones previas a las hostilidades
El 7 de marzo, una delegación tibetana llegó a Kalimpong para abrir el diálogo con la recién declarada RPCh y para obtener garantías de que se respetaría la «integridad territorial» del Tíbet, entre otras cosas. El inicio de las conversaciones se vio retrasado por la discusión entre la delegación tibetana, la India, Gran Bretaña y la RPCh sobre dónde habrían de tener lugar dichas conversaciones. Tíbet estaba a favor de que fuese en Singapur o Hong Kong (no en Pekín); Gran Bretaña se decantaba por la India (no Hong Kong ni Singapur), la India y la RPCh preferían Pekín, pero tanto la India como Gran Bretaña preferían que las conversaciones no tuviesen lugar en absoluto. Finalmente la delegación tibetana se reunió con el embajador chino, el General Yuan Zhongxian, en Delhi el 16 de septiembre de 1950. Yuan comunicó una propuesta de 3 puntos por la cual el Tíbet se consideraría parte de China, esta se haría responsable de la defensa del Tíbet y asimismo se responsabilizaría de las relaciones exteriores y comerciales del Tíbet. Aceptar dicha propuesta daría paso a la soberanía china de manera pacífica, mientras que rehusar significaría la guerra. Los tibetanos se comprometieron a que las relaciones entre China y el Tíbet siguieran ajustándose, como tradicionalmente, al chö-yon (relación sacerdote-patrón):
"El Tíbet seguirá siendo independiente, como lo es hasta ahora, y seguiremos teniendo relaciones patrón-sacerdote cercanas con China. Tampoco hay necesidad de liberar al Tíbet del imperialismo, ya que no hay imperialistas británicos, estadounidenses o del Kuomintang en el Tibet y éste se encuentra bajo el gobierno y auspicio del Dalai Lama (no de poderes extranjeros)"

- Tsepon W. D. Shakabpa
Ellos y su delegado principal, Tsepon W. D. Shakabpa, el 19 de septiembre, recomendaron cooperar, estipulando algunas cosas sobre cómo llevarlo a cabo. Se adujo que no había necesidad de estacionar tropas chinas en el Tíbet ya que éste no se encontraba amenazado y que, en caso de que fuese atacado por la India o Nepal, recurrirían a China en busca de asistencia militar. Mientras Lhasa estaba deliberando, tropas chinas avanzan sobre el Tíbet oriental el 7 de octubre y cruzan la frontera por cinco lugares. Su verdadero propósito no era invadir el Tíbet sino apresar al ejército tibetano en Qamdo, desmoralizar al gobierno de Lhasa y así presionar fuertemente para que envíe negociadores a Pekín a firmar los términos de una entrega del Tíbet. El 21 de octubre, Lhasa dio instrucciones a su delegación de partir inmediatamente hacia Pekín para reunirse con el gobierno comunista y aceptar el primero de los tres puntos estipulados por China, si podían obtener seguridades de que se mantendría el estatus del Dalái lama, rechazando los otros dos. Más tarde se retractarían incluso de haber aceptado el primer punto después de consultar con las deidades Mahakala y que éstas indicasen que, de aceptarse los tres puntos, el Tíbet caería bajo el yugo extranjero.

## Invasión del Tíbet

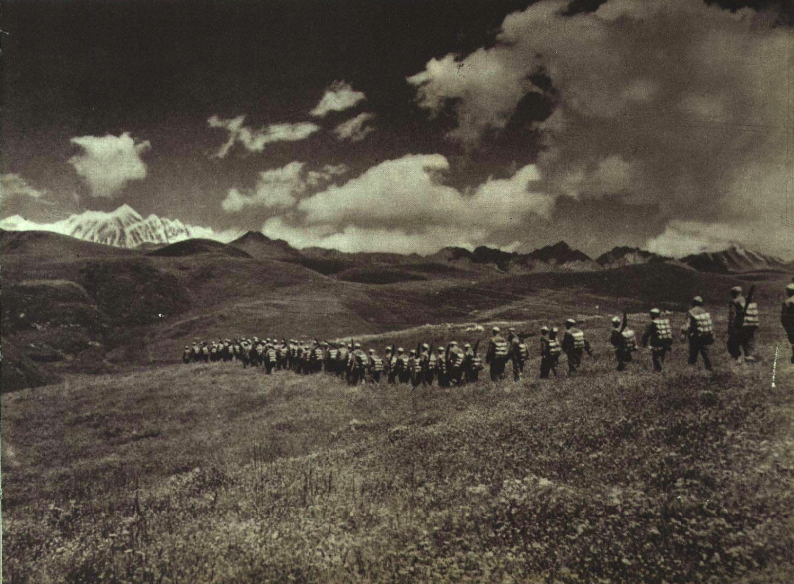
Soldados del ELP marchando hacia el Tíbet en 1950

Tras meses de negociaciones fallidas, intentos por parte del Tíbet de granjearse apoyos y asistencia extranjeros, y movimientos de tropas por parte china y tibetana,[cita requerida] el Ejército de Liberación Popular (ELP) cruzó el río Jinsha el 6 o 7 de octubre. Dos unidades del ejército chino rodearon fuerzas tibetanas a las que superaban en número y ya para de 19 de octubre habían tomado la localidad fronteriza de Qamdo. Para entonces 114 soldados chinos y 180 tibetanos habían resultado muertos o heridos. En 1962 Zhang Guohua escribía sosteniendo que «más de 5700 efectivos enemigos fueron destruidos» y que «más de 3000» se rindieron, aunque parece que se trata de una exageración. Las hostilizades abiertas se limitaron a una zona fronteriza situada al nordeste del río Gyamo Ngul Chu y al oeste del meridiano 96. Tras tomar Qamdo, los chinos suspendieron las hostilidades, enviaron a un comandante capturado, Ngabo, a Lhasa para insistir en los términos de la negociación y esperaron a que los representantes tibetanos cursaran una respuesta mediante enviados a Pekín.

## Ulteriores negociaciones y anexión
China envió a Lhasa a prisioneros que había liberado (entre ellos a Ngabo) para que negocien de su parte con el Dalái lama. La propaganda china prometía que si el Tíbet fuera «liberado pacíficamente» los dirigentes tibetanos conservarían sus cargos y poder. Al mismo tiempo, Jigme y otros cautivos liberados dieron fe de haber sido bien tratados por los chinos. Entonces, el gobierno del Tíbet envió representantes a Pekín para negociar. 
El Salvador auspició una queja por parte del gobierno tibetano en las Naciones Unidas, pero la India y el Reino Unido evitaron que llegase a debatirse.
El Tíbet envió negociadores a Pekín y se les presentó un documento ya cerrado que se suele conocer como el Acuerdo de los diecisiete puntos. La delegación china no ofreció negociación alguna aunque la RPCh declaró que permitiría al Tíbet hacer las reformas a su propio ritmo y manera, conservando el autogobierno en cuestiones internas y permitiendo la libertad religiosa. También tendría que aceptar integrarse en China. Con respecto a esta cuestión crucial, no se permitió que los negociadores se comunicasen con su gobierno y se les conminó a signar el Acuerdo el 23 de mayo de 1951, a pesar de no haber obtenido permiso para firmar nada en nombre del gobierno. Fue la primera vez en la historia del Tíbet que su gobierno había aceptado —aunque de mal grado— la postura unilateral de China sobre la historia común de ambas naciones. Los representantes del Tíbet en Pekín y el gobierno de la República Popular China firmaron el Acuerdo de Diecisiete Puntos el 23 de mayo de 1951, autorizando la presencia del Ejército Popular y el dominio del Gobierno Popular Central en el Tíbet político. Los términos del acuerdo no habían sido aceptados por el gobierno tibetano antes de la firma y el mismo se encontraba dividido entre la idea de firmar el documento o huir al exilio. El Dalái lama, que en ese momento ya había ascendido al trono, decidió no exiliarse y aceptó formalmente el Acuerdo de Diecisiete Puntos en octubre de 1951. Según fuentes tibetanas, el 24 de octubre, en nombre del Dalái lama, el general Zhang Jingwu envió un telegrama a Mao Zedong confirmando el consentimiento al Acuerdo y hay pruebas de que Ngapoi Ngawang Jigme se limitó a acudir a Zhang y transmitirle que el gobierno tibetano consentía en enviar un telegrama el 24 de octubre, sin estar transmitiendo el plácet formal del Dalái lama. Poco después el ejército chino entraba en Lhasa pacíficamente.

## Consecuencias
Durante años el gobierno tibetano siguió en pie en las zonas del Tíbet que habían sido de su jurisdicción anteriormente a la ruptura de hostilidades, excepto la zona de Qamdo que fue ocupada por el ejército chino en 1950 y estaba bajo el mando del Comité de Liberación de Qamdo y fuera del control del gobierno tibetano. Durante esta época las zonas que estaban controladas por el gobierno tibetano siguieron gozando de una gran autonomía del gobierno central y normalmente se les permitió conservar su estructura social tradicional.
En 1956, milicias tibetanas de la región étnicamente tibetana de Kham, fuera de la Región Autónoma del Tíbet, incitadas por las experiencias de reforma agraria emprendidas por la República Popular China, empezaron a luchar contra el gobierno. Cuando el conflicto se extendió a Lhasa en 1959, el Dalái lama huyó del Tíbet. Tanto él como el gobierno chino repudiaron el Acuerdo de Diecisiete Puntos y el gobierno de la RPCh disolvió al gobierno tibetano local.